# You Only Move Twice
Друга серія 8 сезону серіалу "Сімпсони" називається "You Only Move Twice" (Ти переїжджаєш лише двічі).
У цій серії Гомер отримує нову роботу в корпорації Globex і разом із сім’єю переїжджає в інше місто. Його новий бос, Хенк Скорпіо, здається дружелюбним і турботливим керівником, але насправді виявляється суперлиходієм, який намагається захопити світ.

Хенк Скорпіо

Тим часом решта сім'ї стикається з труднощами в новому місці: Ліса страждає від алергії на природу, Барт потрапляє в клас для учнів із затримкою розвитку, а Мардж відчуває себе непотрібною в ідеальному домі.
Епізод поєднує гумор і пародію на класичні шпигунські фільми, особливо серію про Джеймса Бонда. Хенк Скорпіо став одним із найулюбленіших другорядних персонажів серіалу.
| Мультфільми | Це незавершена стаття про анімаційний фільм. Ви можете допомогти проєкту, виправивши або дописавши її. |